# Jeanie Lambe
Jeanie Lambe (* 23. Dezember 1940 in Glasgow; † 29. Mai 2020 in Perth) war eine britische Jazzsängerin.

## Leben und Wirken
Lambe, die erste Auftritte mit ihren Eltern hatte, sang im Alter von 17 Jahren bei den Clyde Valley Stompers, dann auch mit dem Sextett von Alex Sutherland. Nach einem Auftritt mit Kenny Ball zog dann nach England, wo sie 1961 mit George Chisholm aufnahm und von London aus zunächst weiterhin mit Bands des traditionellen Jazz auftrat, vor allem mit Ball und Mike Cotton, aber auch mit Chris Barber, Acker Bilk, Alex Welsh, Bruce Turner oder der Dutch Swing College Band. Nach dem Besuch eines Konzerts von Jazz at the Philharmonic, wo sie Ella Fitzgerald erlebte, wechselte sie zum Modern Jazz. Nach Sessions im Ronnie Scott’s Jazz Club in London wurde sie auf der Titelseite des Melody Maker als „die Bardot des Britischen Jazz“ herausgestellt. In den 1960er Jahren und darüber hinaus trat sie fast wöchentlich in Fernsehserien wie At the Eleventh Hour, That Was the Week That Was, Jukebox Jury, Between the Lines, Les Dawsons Show Sez Les, Top Score oder The Buddy Bregman Show auf und spielte auch in Filmen mit.
Lambe trat in Combos unter der Leitung ihres Mannes Danny Moss auf, mit dessen Quartett sie (nach der Babypause) auch Schallplatten veröffentlichte und für BBC-Radio aufnahm. Sie konzertierten auch bei internationalen Jazzfestivals wie dem Montreux Jazz Festival 1972, dem Nice Jazz Festival, dem JazzFest Berlin oder dem Jazz Fest Wien. Mit Moss migrierte sie 1989 nach Australien, ging aber weiterhin jährlich in Amerika und Europa auf Tournee. Im Laufe ihrer Karriere hat Lambe mit Musikern wie Monty Alexander, Ben Webster, Budd Johnson, Oscar Peterson, Wild Bill Davison, Kenny Davern, Joe Pass und Buddy Tate gesungen.

## Diskographische Hinweise
- Kenny Day, Barbara Jay, Jo Searle, Jeannie Lambe Mary Poppins (World Record Club, 1966)
- Jeanie Lambe and the Danny Moss Quartet (Flyright Records, 1980)
- Jeanie Lambe with the U.K. All Stars Blues and All that Jazz (Zodiac Records, 1982)
- Jeanie Lambe and the Danny Moss Quartet The Midnight Sun (Zodiac Records, 1984)
- Jeanie Lambe and the Danny Moss Quartet My Man (Zodiac Records, 1988)
- Three Great Concerts – Live in Hamburg 1993–1995 (Nagel-Heyer Records, 1996)
- Jeanie Lambe and the Danny Moss Quartet The Blue Noise Session (Nagel-Heyer Records, 1999)

## Lexigraphische Einträge
- John Chilton: Who Is Who in British Jazz London 2005; ISBN 978-0826472342.